# You & Me (singel Yukari Tamury)
You & Me – szesnasty singel japońskiej piosenkarki Yukari Tamury, wydany 16 grudnia 2009. Utwór tytułowy został wykorzystany w rozpoczęciach programu Card Gakuen (jap. カード学園 Kādo Gakuen) stacji TBS, utwór Hoshizuku Spiral został użyty w reklamie firmy Good Smile Company, a Super Special Smiling Shy girl użyto w rozpoczęciach programów Kissa Kuro Usagi ~Himitsu no Kobeya~ (jap. 喫茶 黒うさぎ〜秘密の小部屋〜) i Tamura Yukari no Itazura Kuro Usagi (jap. 田村ゆかりのいたずら黒うさぎ). Singel osiągnął 7 pozycję w rankingu Oricon i pozostał na niej przez 7 tygodni, sprzedał się w nakładzie 16 749 egzemplarzy.

## Lista utworów
| Nr | Tytuł                                                        | Słowa                   | Kompozycja     | Aranżacja      | Czas |
| -- | ------------------------------------------------------------ | ----------------------- | -------------- | -------------- | ---- |
| 1. | "You & Me" (Yukari Tamura feat. motsu from m.o.v.e)          | Miku Hatsuki Rap: motsu | Kazuya Komatsu | Kazuya Komatsu | 4:03 |
| 2. | "Hoshikuzu Spiral" (jap. 星屑スパイラル Hoshikuzu Supairaru) | Manami Fujino           | Masatomo Ōta   | Masatomo Ōta   | 5:14 |
| 3. | "Super Special Smiling Shy girl"                             | Manami Fujino           | Masatomo Ōta   | Masatomo Ōta   | 3:35 |

## Notowania
| Lista                       | Pozycja |
| --------------------------- | ------- |
| Oricon Weekly Singles Chart | 7       |
| CDTV                        | 7       |
| JAPAN COUNTDOWN             | 18      |